# C 求心性触感覚受容器
C求心性触感覚受容器 (C tactile afferents, CT afferents. 以下ではCT求心性受容器として記載する。) は、哺乳類の皮膚に存在する神経受容器。

## 解説
軽い触れ方などの痛みのない刺激に反応することが一般的である。このため、これらは『低閾値の機械受容器』と分類される。
C線維群に属し、無髄神経線維された伝導速度が遅い。これらは主に快い触感の感覚と関連しているが、一部の痛みをも伝達する可能性もある。CT求心性受容器は、Åke Vallbo氏によってマイクロ神経測定法を用いて発見された。

## 低閾値のC機械受容器
C触感覚神経線維(C触感覚ニューロン、CTニューロン、C tactile neurons: CT neurons)は、ヒトの皮膚に分布する低閾値のCニューロンである。
ヒト以外の動物においては、これらのニューロンは低閾値C機械受容器(C low-threshold mechanoreceptors, C-LTMRs)と称される。